# Aeroportul Municipal Socorro
Aeroportul Municipal Socorro (IATA: ONM, ICAO: KONM, FAA LID: ONM) este un aeroport din New Mexico, Statele Unite ale Americii.
Situat la o altitudine de 1.485,96096 m, aeroportul dispune de 2 piste.

## Infrastructură

### Piste
Aeroportul dispune de 2 piste. Pista 06/24 are suprafața de asfalt și dimensiunile 4.590 picioare × 60 picioare. Pista 15/33 are suprafața de asfalt și dimensiunile 5.841 picioare × 75 picioare. 